# Lukoran
Lukoran je naselje u središnjem dijelu sjeveroistočne obale otoka Ugljana, u sastavu općine Preko, smješteno uz središnje plodno polje i slikovite uvale. Uvala - luka Lukoran, posebno vrlo dobra operativna obala, zaštićena je od većine vjetrova, osim onih iz zapadnog kvadranta, tramontane i jačeg zmorca (maestrala).
Jedno je od najslikovitijih mjesta na otoku Ugljanu. Nalazi se između naselja Sutomišćice i Ugljana. Sastoji se od sljedećih zaselaka: Mali Lukoran, Turkija, Zmorac, Primorje, Punta, Rančićevi-Sikirićevi. Plaže su okružene stoljetnom borovom šumom. Gospodarska je osnova poljodjelstvo, vinogradarstvo, maslinarstvo, ribarstvo i turizam. Lukoran se spominje 1075. kao posjed zadarskih benediktinaca. Crkva sv. Lovre s romaničkim obilježjima podignuta je 1877. godine, a preuzela je istog titulara napuštene crkve na groblju. Nova crkva podignuta je iz temelja pa u njoj nema tragova ranijih razdoblja, jedino su oltari prenijeti iz stare crkve. Ispod Zmorašnjeg Lukorana su ostaci gotičke crkvice i zgrade; po predaji sagradili su ih egipatski monasi u 14. stoljeću. U naselju ima više ladanjskih kuća zadarskih plemićkih obitelji od kojih je najpoznatiji ljetnikovac obitelji de Ponte iz 17. stoljeća.
U Malom Lukoranu je prema predaji pjesnik Petar Preradović, očaran izlaskom sunca na otoku, ispjevao poznatu hrvatsku budnicu "Zora puca".

## Stanovništvo
| broj stanovnika | 552   | 630   | 672   | 793   | 818   | 970   | 1112  | 1019  | 1252  | 1257  | 1197  | 956   | 675   | 687   | 492   | 503   | 478   |
|                 | 1857. | 1869. | 1880. | 1890. | 1900. | 1910. | 1921. | 1931. | 1948. | 1953. | 1961. | 1971. | 1981. | 1991. | 2001. | 2011. | 2021. |